# Nicolás Álvarez Varona
Nicolás Álvarez Varona (* 18. Mai 2001 in Burgos) ist ein spanischer Tennisspieler.

## Karriere
Álvarez Varona spielte bis 2019 auf der ITF Junior Tour. Dort konnte er mit Rang 7 seine höchste Notierung in der Jugend-Rangliste erreichen. Bei den Grand-Slam-Turnieren war sein bestes Ergebnis das Viertelfinale bei den Australian Open. Im Doppel desselben Turniers schaffte er mit dem Halbfinaleinzug auch sein bestes Doppelergebnis bei Grand Slams. Er nahm 2018 an den Olympischen Jugend-Sommerspielen teil, aber schied in allen drei Konkurrenzen früh aus.
Schon 2015 spielte Álvarez Varona sein erstes Profiturnier. 2017 konnte er auf der ITF Future Tour das erste Mal ein Halbfinale erreichen. 2019 schaffte er die ersten zwei Finaleinzüge, 2020 kamen zwei weitere hinzu, von denen er einen zum ersten Titel nutzte, sodass er Ende des Jahres im Einzel in den Top 600 der Weltrangliste stand. 2021 steigerte der Spanier seine Leistung erneut. Abermals nutzte er eines von zwei Futurefinals zum Titel. Dieses Mal erbrachte er auch gute Leistungen auf der höher dotierten ATP Challenger Tour, auf der er vor allem in der zweiten Jahreshälfte antrat. In Barcelona konnte er erstmals das Viertelfinale erreichen. Größter Erfolg des Jahres wurde dann der Einzug ins Endspiel von Rio, dem letzten Turnier des Jahres, wo er Kaichi Uchida in drei Sätzen unterlag. Damit stand er kurz vor dem Einzug unter die Top 300.
Der erste Erfolg 2022 für Álvarez Varona war die erstmalige Teilnahme an der ATP Tour. Nur durch eine Wildcard konnte er an der Qualifikation des ATP-Tour-500-Turniers in Barcelona teilnehmen. Durch zwei Siege, u. a. gegen Philipp Kohlschreiber, gelang ihm der Einzug ins Hauptfeld. Dort verlor er gegen Brandon Nakashima. Dennoch stand er danach auf seinem Karrierehoch von Platz 274.

## Erfolge
| Legende (Anzahl der Siege) |
| Grand Slam                 |
| ATP Finals                 |
| ATP Tour Masters 1000      |
| ATP Tour 500               |
| ATP Tour 250               |
| ATP Challenger Tour (1)    |

### Doppel

#### Turniersiege
| Nr. | Datum         | Turnier | Belag     | Partner                  | Finalgegner                      | Ergebnis  |
| --- | ------------- | ------- | --------- | ------------------------ | -------------------------------- | --------- |
| 1.  | 30. Juli 2022 | Segovia | Hartplatz | Iñaki Montes de la Torre | Benjamin Lock Courtney John Lock | 7:63, 6:3 |